# گروله
گروله (تلفظ فرانسوی: [ɡʁɔlɛ]، آرپیتان: Grolê) یک شهر و شهرداری است که در بخش سرین کانتون فریبورگ در کشور سوئیس واقع شده است. نام این شهر برای اولین بار در نقشه‌های تهیه شده در قرن دوازدهم ذکر شده است. جمعیت گروله در پایان سال ۲۰۱۸ بالغ بر ۱٬۹۲۰ نفر بوده است.